# Tego Calderón
Tegui Carlos Calderón Rosario (Santurce, Porto Rico, 1 de fevereiro de 1972), mais conhecido como Tego Calderón, é um rapper porto-riquenho.
Tego Calderón aparece em filmes como Fast & Furious, Illegal Tender e Straight Outta Puerto Rico.

## Discografia
- 2002 - El Abayarde
- 2004 - El Enemy De Los Guasibiri
- 2004 - Guasa Guasa: The Mixtape
- 2006 - The Underdog/El Subestimado
- 2007 - El Abayarde Contraataca
- 2008 - El Gongoli Mixtape
- 2012 - The Original Gallo Del País - O.G. El Mixtape
- 2015 - El Que Sabe, Sabe

### Colaborativo
- 2000: En peligro ft extinción ft Eddie Dee
- 2002: Yo quisiera ft Yaga & Mackie
- 2002: Brinquen ft Trébol Clan
- 2003: No me la explota con Eddie Dee
- 2003: Tus ojos ft Maestro
- 2003: Bonsái ft Maestro
- 2003: Lleva y trae ft Jessy
- 2003: Conexión Puerto Rico ft Cartel de Santa
- 2003: La calle me lo pidió ft Yandel
- 2003: P.I.M.P. (Remix) ft 50 Cent
- 2004: Lean Back (Remix) ft Fat Joe & Remy Ma
- 2004: Latin Thugs ft Cypress Hill
- 2004: Latin Thugs (Remix) ft Cypress Hill
- 2004: Guasa, guasa (Remix) ft Julio Voltio
- 2004: Al natural ft Yandel
- 2004: Oh, Yeah ft Snoop Dogg & Voltio
- 2004: Los 12 discípulos ft Daddy Yankee, Eddie Dee, Gallego, Ivy Queen, Johnny Prez, Voltio, Wiso G, Nicky Jam, Vico C & Zion & Lennox
- 2004: Julito Maraña ft Voltio
- 2004: Se van ft Julio Voltio
- 2004: Freestile ft Voltio
- 2004: Freestile 2 ft Voltio
- 2004: El cantante ft Zion & Lennox & Julio Voltio
- 2004: El Bueno, El Malo y El Feo ft Vico C & Eddie Dee
- 2004: Yeah (Remix) ft Usher
- 2004: Pimp To The End ft Lloyd Banks
- 2004: We Don't Love Dem Hoes ft The Game
- 2004: We Don't Love Dem Hoes (Remix) ft The Game & Pitbull
- 2004: Desafio (Remix) ft Tempo, Don Omar, Wisin & Yandel & Alexis
- 2006: Bad Man ft Buju Banton
- 2006: Che, che, cole ft Víctor Manuelle
- 2006: Lighters Up (Remix) ft Lil' Kim
- 2006: I Wanna Fuck You/I Wanna Love You (Remix) ft Akon & Snoop Dogg
- 2006: Llegó El Chynyn ft Chino Nynno